# فرقة لوفتفافه المشاة الرابعة عشر (الفيرماخت)
فرقة لوفتفافه المشاة الرابعة عشر (الفيرماخت) فرقة مشاة للوفتفافه في الفيرماخت خلال الحرب العالمية الثانية. تم نقلها إلى الجيش الألماني في نوفمبر 1943 باسم الفرقة الميدانية الرابعة عشرة (L) وقضت وجودها التشغيلي بأكمله في مهام الاحتلال في النرويج والدنمارك . لم تشهد قتالا بريا خلال فترة خدمتها.

## التاريخ
في عام 1942، أذن أدولف هتلر بإنشاء فرق لوفتفافه الميدانية باستخدام فائض الطاقم الأرضي. تم ذلك، بدلاً من نقل هؤلاء الرجال إلى الجيش الألماني، لأن هيرمان غورينغ تدخل شخصياً عند هتلر، مشيراً إلى أنه كان قلقاً من تلوث «المواقف الاشتراكية القومية الدقيقة» لرجاله. أدى هذا القرار في نهاية المطاف إلى التزام العديد من هذه افرق غير المدربة بشكل كاف للجبهة الشرقية، حيث تكبدوا خسائر فادحة. 

## القادة
قاد الضباط التالية الفرقة: 
- جينيرال ماجور (ثم بعد 1 سبتمبر 1943) جينيرال لوتنانت Gunther Lohmann (من 28 نوفمبر 1942)
- جينيرال لوتنانت ويلهلم ريختر (من 1 فبراير 1945)

## الحواشي
1. ↑  Mitcham 2007a، صفحة 187.
2. ↑  Mitcham 2007a.